# Bergamasker Wiesenknopf
Der Bergamasker Wiesenknopf (Sanguisorba dodecandra) ist eine Pflanzenart aus der Gattung Wiesenknopf (Sanguisorba) innerhalb der Familie der Rosengewächse (Rosaceae). Dieser Endemit kommt nur im nördlichen Italien in den südlichen Alpen vor.

## Beschreibung

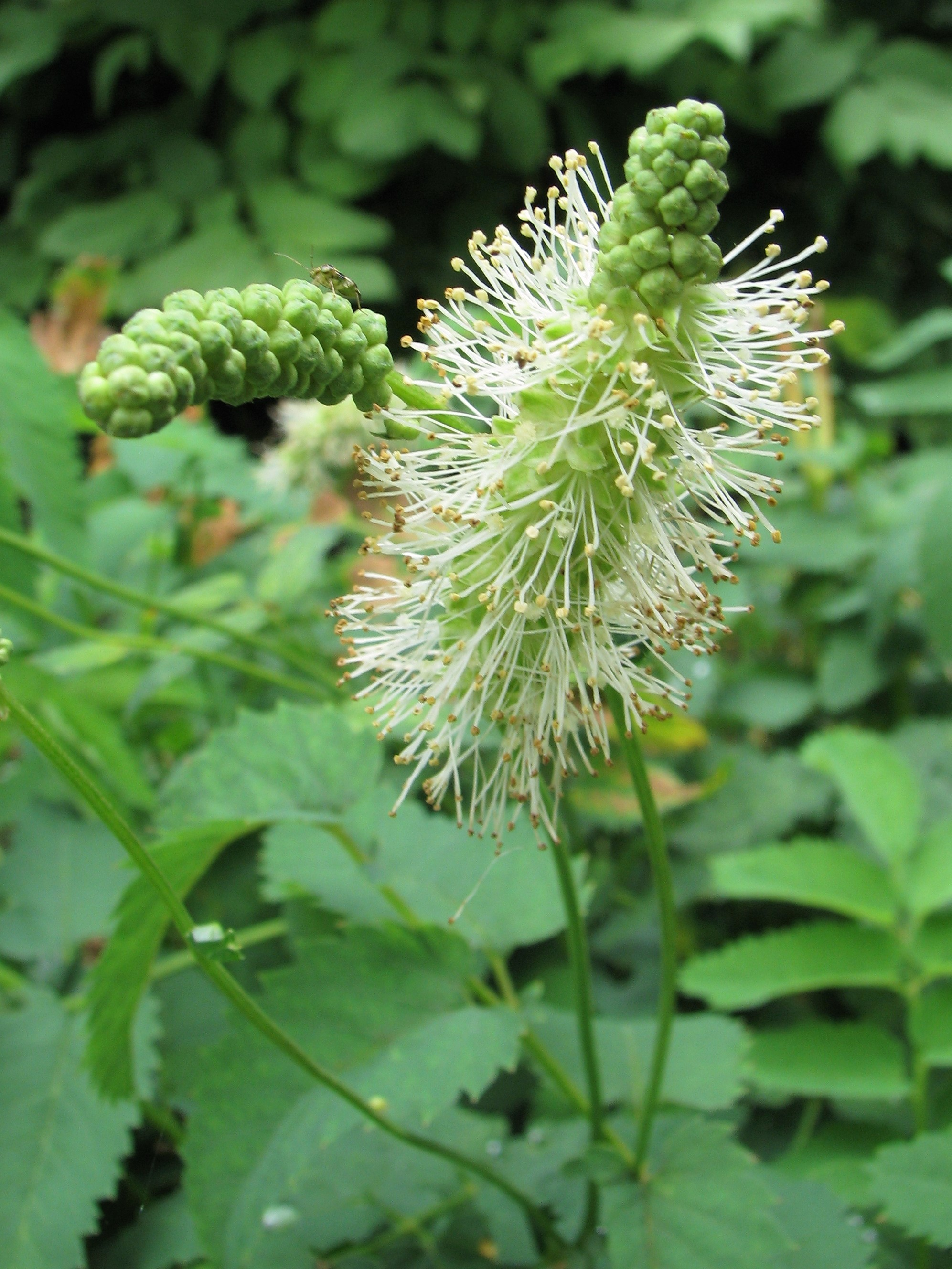
Blütenstand

### Vegetative Merkmale
Der Bergamasker Wiesenknopf ist eine ausdauernde, krautige Pflanze, die Wuchshöhen von meist 100, selten 50 bis 150 Zentimetern erreicht. Die Pflanzenteile riechen angenehm. Die oberirdischen Pflanzenteile sind kahl oder spärlich behaart (Indument).
Die wechselständig angeordneten Laubblätter sind unpaarig gefiedert. Meist sind drei bis acht Fiederpaare vorhanden. Die Blattfiedern sind 60 bis 100 Millimeter lang, elliptisch, an der Basis verschmälert oder gerundet und am oberen Ende spitz. Der Blattrand ist dicht und scharf gezähnt, auf jeder Seite sind 15 bis 26 Zähne vorhanden.

### Generative Merkmale
Die Blütezeit reicht von Juli bis September. Der ährige Blütenstand ist 50 bis 80 Millimeter lang. Die Blüten sind alle zwittrig. Die Kelchblätter sind hell-grün. Die meist acht bis zwölf (4 bis 16) Staubblätter hängen, sind vor den „transversalen und medianen“ Kelchblätter in Gruppen angeordnet und haben die drei- oder vierfache Länge der Kelchblätter. Die Staubblätter sind anfangs weiß, verfärben sich später erst gelb und werden im Stadium der Bestäubung rost-rot. Der Pollen ist tricolporat. Es sind nur ein Fruchtblatt und ein Griffel vorhanden.
Der Fruchtbecher ist schmal und spindelförmig mit zwei parallelen Paaren ausladender Flügel.
Die Chromosomenzahl beträgt 2n = 56.

## Vorkommen
Der Bergamasker Wiesenknopf kommt nur in den Tälern der Rätischen und Orobischen Alpen sowie der Bergamasker Alpen vor. Der Bergamasker Wiesenknopf gehört zur tertiären Reliktflora der südlichen Alpen.
Der Bergamasker Wiesenknopf wächst auf steinigen und kiesigen Bachufern und feuchten Wiesen in der montanen bis subalpinen Höhenstufe in Höhenlagen von 700 bis 2300 Metern. Er kommt auch auf kalkarmen Böden vor. Charakteristische Begleitpflanzen sind Haselwurz-Schaumkraut (Cardamine asarifolia), Bach-Kratzdistel (Cirsium rivulare) oder Zweiblütiges Veilchen (Viola biflora). Wurde auch in Blockfluren mit Bunt-Schwingel (Festuca varia), Peloponnesische Schirmdolde (Molopospermum peloponnesiacum) und Strauß-Steinbrech (Saxifraga cotyledon) beobachtet.

## Taxonomie
Die Erstbeschreibung von Sanguisorba dodecandra erfolgte 1833 durch Giuseppe Moretti in Biblioteca Italiana Ossia Giornale di Letteratura Scienze ed Arti, Band 70 (App. 2), Seite 436. Das Artepitheton dodecandra bedeutet „mit zwölf Staubblättern“.

## Belege